# Taenaris auriflua
Taenaris auriflua är en fjärilsart som beskrevs av Hans Fruhstorfer 1905. Taenaris auriflua ingår i släktet Taenaris och familjen praktfjärilar. Inga underarter finns listade i Catalogue of Life.